# Zaliata Mlamali
Zaliata Mlamali, née le 23 février 2003 à Marseille, est une handballause française évoluant au poste d'ailière gauche à l'ES Besançon, en Division 1.

## Biographie
Zaliata Mlamali nait à Marseille en 2003 dans une famille originaire de Mamoudzou et Combani à Mayotte,.
Elle commence le handball à 11 ans au club d'Angoulême Charente handball dont elle intègre en 2018 l'équipe senior qui évolue alors en Nationale 1. 
A la fin de la saison 2020, elle rejoint le club Mérignac Handball, pensionnaire de l'élite mais elle n'y joue qu'un match avec l'équipe première.
A l'été 2021, elle est retenue en Équipe de France junior pour participer au Championnat d'Europe 2021 (en) où elle décroche la troisième place. Elle s'engage également pour deux ans au Metz Handball et durant la saison 2021-2022, elle alterne entre l'équipe professionnelle et l'équipe réserve, pensionnaire de Nationale 1. Sa participation à deux matchs de championnat lui permet d'être sacrée championne de France. Durant l'été, elle participe au Championnat du monde junior 2022 (en) où l'équipe de France termine à la treizième place. Zaliata Mlamali marque notamment six buts lors du dernier match de la compétition.
Si elle ne joue qu'un match de coupe de France lors de la saison 2022-2023, elle devient la saison suivante le second choix à son poste derrière Chloé Valentini et participe ainsi aux 26 matchs de championnat et seize de Ligue des champions. Le club messin réalise un nouveau doublé Coupe-Championnat et participe au Final 4 de la Ligue des champions, terminant toutefois à la quatrième place.
En 2024-2025, Mlamali augmente ses statistiques, marquant plus de deux buts par match en moyenne, contre moins d'un la saison précédente. Le Metz Handball réalise un nouveau doublé Coupe-Championnat, mais échoue une nouvelle fois à la quatrième place de la Ligue des champions. En février 2025, elle annonce son départ du club pour rejoindre l'ES Besançon pour deux saisons,.

## Palmarès

### En club
Sauf précision, le palmarès est obtenu avec le Metz Handball
- Ligue des champions (C1) :
  - 4e place en 2024 et 2025

Compétitions nationales
- vainqueure du Championnat de France (3) : 2022, 2024 et 2025
- vainqueure de la Coupe de France (3) : 2023, 2024 et 2025